# Polyardis
Polyardis is een muggengeslacht uit de familie van de galmuggen (Cecidomyiidae).

## Soorten
- P. adela Pritchard, 1947
- P. aporia Pritchard, 1947
- P. bispinosa (Mamaev, 1963)
- P. carpini (Felt, 1907)
- P. kasloensis (Felt, 1908)
- P. micromyoides Jaschhof, 1998
- P. monotheca (Edwards, 1938)
- P. recondita (Lengersdorf, 1939)
- P. silvalis (Rondani, 1840)
- P. vitinea (Felt, 1907)